# Axens
Axens est une société française du secteur de l’énergie, présente sur les marchés du raffinage, de la pétrochimie, du traitement du gaz, des énergies renouvelables (carburants et intermédiaires pétrochimiques tels que paraxylène, éventuellement renouvelables et alternatifs) et de l'eau.
Présente dans 15 pays, elle y fournit des technologies (bailleur de licences), des équipements, des fours, des unités modulaires, des produits (catalyseurs et adsorbants) et des services (assistance technique, conseil, formation) à destination de ces marchés.
Elle développe également des solutions de purification des eaux de remédiation, et de traitement de l’eau potable.
Axens a été créée par l'IFPEN par fusion, en 2001, de la direction industrielle de cette dernière avec la société Procatalyse.

## Histoire

### Origines
En 1955, l’Institut Français du Pétrole démarre sa première unité sous licence. En 1959 est créé Procatalyse, filiale commune de l’Institut Français du Pétrole et de Pechiney.
Le 30 juin 2001, Procatalyse et la Direction Industrielle d’IFP Énergies nouvelles fusionnent pour donner naissance à Axens.

### Développement
Axens a connu une croissance continue depuis sa création. Aux côtés de son site de production français à Salindres (Gard), elle s'est notamment développée par l’acquisition de sites de production. En 2010, Axens acquiert le site de production d’alumine activée de Rio Tinto Alcan à Brockville au Canada ; en 2011, le site de production de catalyseurs de reformage de Criterion à l'Île Willow aux États-Unis ; en 2016, le site de production d’O’Fallon de Scutter Enterprises aux Etats-Unis. En 2016, Axens a inauguré son site de production Axens Catalysts Arabia Ltd à Dammam en Arabie Saoudite.
En 2016, Axens dépose une offre publique d'achat amicale sur les actions de l’entreprise d’ingénierie française Heurtey Petrochem. Le 26 juillet 2018, Axens détient 97,5% des titres d’Heurtey Petrochem, et lance son offre de retrait obligatoire : elle détient depuis 100%. Parallèlement, Axens intègre 50 % du capital d'Eurecat.
La fusion juridique des entités françaises d’Axens et Heurtey Petrochem est effective depuis le 1er janvier 2019.

## Activités
Axens, à travers ses 3 marques (Axens Solutions, Heurtey Petrochem Solutions et Axens Horizon), développe ses activités dans 5 domaines :

### Raffinage
Axens est présente sur l'ensemble de la chaîne d’applications du raffinage du pétrole. Elle propose des procédés pour l’ingénierie de base des unités et produit des catalyseurs et des adsorbants.

#### Exemple: hydrotraitement
Du fait du durcissement des réglementations concernant la teneur en soufre des carburants, Axens a développé des processus d'hydrotraitement comme le Prime-G+ pour l'essence de FCC (craquage catalytique en lit fluidisé), le Prime-D pour le gazole, le Prime-K pour le kérosène.

#### Exemple: craquage catalytique
Le craquage catalytique en lit fluide est un procédé de raffinage breveté par Eugène Houdry en 1928 et destiné à transformer les coupes pétrolières lourdes en hydrocarbures plus légers, entrant dans la composition des carburants.
Depuis sa découverte, ce procédé a beaucoup évolué pour gagner en performance et en rentabilité, et traiter des bruts de plus en plus lourds.
L'Alliance FCC, créée en 1977, regroupe 4 partenaires (IFPEN, Axens, Total et Technip Stone & Webster Process Technology), et est à l’origine de 60 licences de procédés dans le monde en 2015, ainsi que de 250 projets de modernisation d’unités existantes.

### Pétrochimie
Axens fournit des technologies au secteur de la pétrochimie, notamment dans les domaines de la production et purification d’oléfines, de cyclohexane, de butène, benzène, toluène et de paraxylène.

### Gaz
Axens est présente sur les marchés suivants :
- Procédés de traitement du gaz naturel, purification et transformation du gaz naturel[22] (catalyseurs pour la désulfuration du gaz naturel, tamis moléculaires pour le séchage de différentes impuretés, adsorbants de démercurisation, production de carburants à partir de gaz naturel : technologie Fischer-Tropsch[23])
- Traitement des gaz de raffinerie : procédé Claus
- Transformation des gaz industriels : adsorbants pour le séchage d’air comprimé et dans les unités de séparation de l’air.

### Renouvelables et alternatifs
Axens propose des procédés de transformation de la biomasse en biocarburants. La technologie Futurol permet la production de bioéthanol à partir de biomasse lignocellulosique.
Le procédé Atol, développé en partenariat avec IFP Energies nouvelles et Total, permet de produire du bioéthylène par déshydratation de bioéthanol de première ou deuxième génération.
La technologie Vegan produit des biocarburants par hydrotraitement d’huiles végétales et de graisses. Total l'utilise pour son projet de bioraffinerie de la Mède.

### Eau
Axens propose des adsorbants (alumines) dédiés à la purification et à la décontamination des eaux de sites industriels (élimination du zinc, du cuivre, de l’arsenic, du fluorure et des phosphates) et au traitement de l’eau potable.

## Organisation

### Direction
De 2002 à Juin 2024, Jean Sentenac a été le directeur général d’Axens,. Quentin Debuisschert est le directeur général depuis Juin 2024.

### En France
Le siège social d’Axens est établi en France, à Rueil-Malmaison depuis sa création en 2001.
Axens dispose également d’un site de production, à Salindres (Gard), en Occitanie, et d’une équipe sur le site de recherche IFP Energies nouvelles à Solaize, en région Rhône-Alpes.

### Entités
Le groupe Axens est organisé en entités métiers, filiales géographiques et fonctions support.

#### Entités métiers
- Bailleur de licence : licences et ingénierie de procédés ainsi que services et produits associés pour les nouvelles unités sous licence.
- Catalyseurs et adsorbants[32] : fabrication et commercialisation.
- Solutions et services avancés[33] : conception et construction d’unités modulaires et de fours[3], préchauffeurs d’air, numérisation (contrôle avancé, optimisation en ligne, numérisation des services[34]), simulateurs de formation des opérateurs et aide à l’opération, études d’amélioration des performances, audit et conseil aux raffineries.

#### Entités géographiques
- États-Unis : Axens North America Inc. (Houston Office, Princeton Office, Willow Island Manufacturing Site, Calvert City Manufacturing Site, Savannah Manufacturing Site)[35], Petro-Chem Development Co., Inc. (Houston Office, Tulsa Office)[36], PFR Engineering Systems[37]
- Roumanie : Heurtey Petrochem Romania Srl.[38], Heurtey Petrochem Manufacturing S.A.[39]
- Brésil : Heurtey Petrochem Brasil Ltda.
- Bahreïn : Axens Middle East Spc[40].
- Canada : Axens Canada Speciality Aluminas Inc[41].
- Chine : Axens Beijing Trading Co[42], Heurtey Petrochem Technology (Beijing) Ltd[43].
- Corée du Sud : Petro-Chem Korea Co., Ltd[44].
- Inde : Axens India Private Ltd.[45], Heurtey Petrochem India Private Ltd.[46], Vadodara Manufacturing Site[47]
- Japon : Axens Far East KK[48]
- Malaisie : Axens South East Asia Sdn Bhd[49].
- Russie : Axens Vostok, L.L.C. Heurtey Petrochem Rus[50].
- Kazakhstan : Axens KGNT Energy Efficiency[51]
- Arabie saoudite : Axens Catalysts Arabia Ltd[52]
- Émirats arabes unis : Heurtey Petrochem DMCC Branch

Les filiales sont toutes des sociétés détenues à 100% par le groupe Axens, à l’exception d’Axens KGNT Energy Efficiency, et d’Axens Catalysts Arabia, qui sont des co-entreprises.

### Marques
Le groupe Axens détient 3 marques commerciales :
- Axens Solutions, pour la vente de licences de procédés, d’unités modulaires et de catalyseurs et adsorbants ;
- Heurtey Petrochem Solutions, pour la vente et la modernisation de fours[54] ;
- Axens Horizon, pour les prestations d’audit et de conseil, les services liés à la numérisation, et les préchauffeurs d’air.